# François-Armand Fréret
Pour les articles homonymes, voir Fréret.
François-Armand Fréret, né à Cherbourg le 27 août 1758, où il est mort le 9 novembre 1816, est un artiste français, originaire de la Manche, sculpteur de son état.
C'est son père, le sculpteur Pierre Fréret (1714-1782), qui l'initie à son art. François-Armand poursuit son apprentissage à Paris, à l'Académie royale de peinture et de sculpture ; il y est logé chez Jean-Charles Le Vasseur.
Il est l’auteur du maître-autel à retable de la Basilique Sainte-Trinité de Cherbourg (1809), de l'ornementation de la fontaine des Caveliers (1790) et de la façade de l'hôtel Cuman-Solignac (1790-1791) dans cette même ville.
Il dirige un atelier de sculpture à l'arsenal de Cherbourg.
Il est le frère Louis-Barthélémy Fréret (1755-1831), Célina Fréret, Pierre Fréret et Hervé Fréret.
Il est le père de Louis-Victor Fréret et le grand-père d'Armand-Auguste Fréret (1830-1919).